# Swier Broekema
Swier Broekema (Smilde, 27 september 1920 - Blaricum, 17 januari 2009) was een Nederlands bestuurder.
Broekema groeide op in Hoogkerk en zat van 1970 tot 1976 in de gemeenteraad van de stad Groningen, eerst voor de ARP en daarna voor het CDA. Broekema was van 1979 tot 1985 crisismanager en hoofd van Radio Noord, na een periode vol onrust en conflicten wist hij de omroep in rustiger vaarwater te brengen.
Van 1966 tot 1980 was hij directeur van de Culturele Raad van de provincie Groningen. Volgens de toenmalige commissaris van de koningin, Max van den Berg, die indertijd regelmatig met hem te maken had, was Broekema een hartstochtelijk pleitbezorger van het cultureel erfgoed van Groningen. Hij was daarmee, zegt Van den Berg, zijn tijd ver vooruit, omdat de verhalen van Groningen toentertijd niet bepaald prominent op de agenda stonden.
Broekema bezat een enorme boekencollectie; van het totale aantal van ongeveer 15.000 stuks is het deel dat over Groningen gaat ondergebracht in Openluchtmuseum Het Hoogeland in Warffum. 
Swier was de vader van Pauline Broekema.